# Katrien Verstuyft
Katrien Verstuyft (* 21. Juli 1982 in Antwerpen) ist eine belgische Triathletin, mehrfache belgische Triathlonmeisterin (Sprint, olympische Distanz und Team-Bewerb), Mitglied des Nationalteams und Olympiastarterin (2016).

## Werdegang
Kathrin Verstuyft betreibt Triathlon seit 2008 und tritt für den Antwerpener Triathlon-Club Atriac an.
Im Jahr 2009 nahm Verstuyft auch an der französischen Clubmeisterschafts-Serie Lyonnaise des Eaux teil und trat für Charleville Tri Ardennes an. In Tours/Tourangeaux (19. Juli 2009), Paris (30. August 2009) und beim Großen Finale in La Baule (27. September 2009) wurde sie jeweils 18., 14. und 18.
2010 nahm Verstuyft an keinem Bewerb dieser Clubmeisterschaft teil, scheint aber weiterhin auf der Homepage des Clubs unter dessen Elite-Triathletinnen auf.
In der deutschen Triathlon-Bundesliga startet sie seit dem Jahr 2015 für das Stadtwerke Team Witten.

### Olympische Sommerspiele 2016
Kathrin Verstuyft qualifizierte sich für einen Startplatz bei den Olympischen Sommerspielen 2016 und sie ging am 20. August in Rio de Janeiro für Belgien an den Start, wurde allerdings überrundet und daher nicht gewertet.
Seit 2017 geht sie auch auf der Mitteldistanz (1,9 km Schwimmen, 90 km Radfahren und 21,1 km Laufen) an den Start und im September 2017 gewann sie den Ironman 70.3 Weymouth. Im August wurde die 35-Jährige Dritte bei der Staatsmeisterschaft auf der Kurzdistanz.
Im Juli 2018 gewann die damals 36-Jährige auf der Mitteldistanz die Challenge Prag. 2019 wurde sie in Geraardsbergen belgische Vizemeisterin auf der Triathlon-Mitteldistanz.
Kathrin Verstuyft lebt in Mortsel.

## Sportliche Erfolge
| Datum/Jahr    | Rang | Wettbewerb                                | Austragungsort | Zeit     | Bemerkung                                                                                                |
| ------------- | ---- | ----------------------------------------- | -------------- | -------- | --- |
| 15. Aug. 2017 | 3    | 2015 BEL Triathlon National Championships | Izegem         | 02:10:15 | |
| 20. Aug. 2016 | LAP  | Olympische Sommerspiele 2016              | Rio de Janeiro | –        | überrundet                                                                                               |
| 11. Juli 2015 | 10   | ETU Triathlon European Championships      | Genf           | 02:10:56 | Europameisterschaft auf der olympischen Kurzdistanz                                                      |
| 7. Juni 2015  | 1    | 2015 BEL Triathlon National Championships | Belgien        | 02:21:14 | Staatsmeisterin auf der Kurzdistanz                                                                      |
| 12. Juli 2014 | 25   | ITU World Championship Series 2014        | Hamburg        | 00:58:41 | auf der Sprintdistanz                                                                                    |
| 28. Juni 2014 | 14   | ITU World Championship Series 2014        | Chicago        | 01:58:57 | |
| 20. Juni 2014 | 20   | ETU Triathlon European Championships      | Kitzbühel      | 02:17:17 | Europameisterschaft auf der olympischen Kurzdistanz                                                      |
| 30. Juni 2013 | 1    | 2015 BEL Triathlon National Championships | Braschaat      | 02:05:17 | Staatsmeisterin auf der Kurzdistanz                                                                      |
| 20. Apr. 2012 | 11   | ETU Triathlon European Championships      | Eilat          | 02:10:04 | |
| 24. Juni 2011 | 13   | ETU Triathlon European Championships      | Pontevedra     | 02:07:14 | Europameisterschaft auf der olympischen Kurzdistanz                                                      |
| 5. Juli 2009  | 25   | ETU Triathlon European Championships      | Holten         | 02:02:46 | Europameisterschaft auf der olympischen Kurzdistanz (1,5 km Schwimmen, 40 km Radfahren und 10 km Laufen) |
| 2009          | 1    | 2015 BEL Triathlon National Championships | Belgien        |          | Staatsmeisterin auf der Kurzdistanz                                                                      |

| Datum/Jahr    | Rang | Wettbewerb                                                   | Austragungsort | Zeit     | Bemerkung                                          |
| ------------- | ---- | ------------------------------------------------------------ | -------------- | -------- | -------------------------------------------------- |
| 15. Sep. 2024 | 6    | ETU Challenge Long Distance Triathlon European Championships | Almere         | 09:00:33 | im Rahmen der Challenge Almere-Amsterdam           |
| 18. Sep. 2023 | 7    | Ironman 70.3 Knokke-Heist                                    | Knokke-Heist   | 04:18:12 | bei der Erstaustragung                             |
| 8. Aug. 2021  | 3    | Ironman 70.3 Gdynia                                          | Gdynia         | 04:30:30 | hinter der Britin Lucy Hall                        |
| 16. Juni 2019 | 2    | BEL Middle Distance Triathlon National Championships         | Geraardsbergen | 04:29:38 | belgische Vizemeisterin, hinter Sara Van De Vel    |
| 2. Juni 2019  | 3    | Ironman 70.3 Kraichgau                                       | Kraichgau      | 04:38:03 |                                                    |
| 20. Okt. 2018 | 3    | Challenge Peguera-Mallorca                                   | Peguera        | 04:33:17 |                                                    |
| 30. Sep. 2018 | 2    | Ironman 70.3 Cascais                                         | Cascais        | 04:27:16 |                                                    |
| 28. Juli 2018 | 1    | Challenge Prag                                               | Prag           |          |                                                    |
| 10. Juni 2018 | 2    | Challenge Geraardsbergen                                     | Geraardsbergen | 04:26:09 |                                                    |
| 3. Juni 2018  | 8    | Challenge – The Championship                                 | Šamorín        | 04:25:53 | Challenge World Championships; hinter Lucy Charles |
| 17. Sep. 2017 | 1    | Ironman 70.3 Weymouth                                        | Weymouth       | 04:42:35 |                                                    |

(DNF – Did Not Finish; LAP – Überrundet)